# Detonator
Detonator je naprava, ki se uporablja za vžig eksploziva. Ti večinoma vsebujejo inicialni eksploziv, ki ga največkrat sprožimo kemično, mehansko ali električno. Nekateri detonatorji vsebujejo tudi ojačevalec (navadno drug, nekoliko bolj stabilen eksploziv od inicialnega eksploziva) in se uporabljajo za vžig neobčutljivih eksplozivov (npr. amonijev nitrat). Seveda pa obstaja tudi pirotehnični detonator, ki se uporablja za vžig pirotehnike. Uporabljajo ga na večjih ognjemetih.